# Persone di cognome Allen
| Questa pagina contiene informazioni ricavate automaticamente dalle voci biografiche con l'ausilio del template Bio e di un bot. L'aggiornamento è periodico e automatico e ricostruisce completamente la pagina. Se manca una persona in questa lista, sei pregato di non aggiungerla, ma accertati piuttosto che la sua voce biografica contenga il template Bio e che i dati anagrafici siano correttamente compilati. Se il template Bio manca, inseriscilo tu stesso o, in alternativa, metti l'avviso {{tmp\|Bio}} che ne segnala la mancanza. Se i dati riportati sono sbagliati, correggi direttamente la voce biografica; le modifiche saranno visibili in questa lista entro pochi giorni. Per chiarimenti vedi il progetto antroponimi. La lista contiene solo le 259 persone che sono citate nell'enciclopedia e per le quali è stato implementato correttamente il template Bio. Pagina aggiornata al 7 ago 2025. |

Questa è una lista di persone presenti nell'enciclopedia che hanno il cognome Allen, suddivise per attività principale.

## Allenatori di calcio(6)
- Bradley Allen, allenatore di calcio e ex calciatore inglese (Romford, n. 1971)
- Jerry Allen, allenatore di calcio e ex calciatore salomonese (n. 1979)
- Jimmy Allen, allenatore di calcio e calciatore inglese (n. 1909 - † 1995)
- John Allen, allenatore di calcio e ex calciatore gallese (Chester, n. 1964)
- Les Allen, allenatore di calcio e ex calciatore inglese (Dagenham, n. 1937)
- Martin Allen, allenatore di calcio e ex calciatore inglese (Reading, n. 1965)

## Allenatori di football americano(1)
- George Allen, allenatore di football americano statunitense (Contea di Nelson, n. 1918 - Palos Verdes Estates, † 1990)

## Allenatori di pallacanestro(3)
- Phog Allen, allenatore di pallacanestro statunitense (Jamesport, n. 1885 - Lawrence, † 1974)
- Derrick Allen, allenatore di pallacanestro e ex cestista statunitense (Gadsden, n. 1980)
- Malik Allen, allenatore di pallacanestro e ex cestista statunitense (Willingboro, n. 1978)

## Anatomisti(1)
- Harrison Allen, anatomista statunitense (Filadelfia, n. 1841 - Filadelfia, † 1897)

## Archeologi(1)
- Derek Fortrose Allen, archeologo e numismatico britannico (Epsom, n. 1910 - Chipping Norton, † 1975)

## Artiste(1)
- Rebecca Allen, artista, animatrice e programmatrice statunitense (n. 1953)

## Artisti(1)
- Siemon Allen, artista sudafricano (Durban, n. 1970)

## Artisti marziali misti(1)
- Arnold Allen, artista marziale misto britannico (Suffolk, n. 1994)

## Astisti(1)
- Claude Allen, astista statunitense (Olean, n. 1885 - Roselle, † 1979)

## Astronauti(2)
- Andrew Allen, ex astronauta statunitense (Filadelfia, n. 1955)
- Joseph P. Allen, astronauta e fisico statunitense (Crawfordsville, n. 1937)

## Astronomi(1)
- David Allen, astronomo britannico (Altrincham, n. 1946 - Sydney, † 1994)

## Attivisti(1)
- Colin Allen, attivista australiano (Sydney)

## Attori(15)
- Bill Allen, attore statunitense (Wichita, n. 1962)
- Chad Allen, attore statunitense (Cerritos, n. 1974)
- Flynn Allen, attore britannico (Londra, n. 2003)
- Harry Allen, attore australiano (Melbourne, n. 1877 - Van Nuys, † 1951)
- Keegan Allen, attore e cantante statunitense (Los Angeles, n. 1989)
- Keith Allen, attore britannico (Llanelli, n. 1953)
- Kevin Allen, attore, regista e sceneggiatore britannico (Swansea, n. 1959)
- Kyle Allen, attore statunitense (Livermore, n. 1994)
- Lester Allen, attore statunitense (Utica, n. 1891 - Hollywood, † 1949)
- Patrick Allen, attore britannico (Nyasaland, n. 1927 - Londra, † 2006)
- Rex Allen, attore e cantante statunitense (Willcox, n. 1920 - Tucson, † 1999)
- Ryan Allen, attore canadese (Toronto, n. 1990)
- Scott Allen, attore, cantante e ballerino statunitense (Morristown, n. 1948)
- Tim Allen, attore e comico statunitense (Denver, n. 1953)
- Willi Allen, attore e musicista tedesco (Berlino, n. 1909 - Berlino, † 1969)

## Attrici(32)
- Aleisha Allen, attrice statunitense (New York, n. 1991)
- Alta Allen, attrice statunitense (Oakland, n. 1904 - Boonsboro, † 1998)
- Barbara Jo Allen, attrice statunitense (New York, n. 1906 - Santa Barbara, † 1974)
- Barbara Allen, attrice statunitense
- Beatrice Allen, attrice e danzatrice statunitense
- Brittany Allen, attrice, scrittrice e produttrice cinematografica canadese (Toronto, n. 1986)
- Christa B. Allen, attrice statunitense (Wildomar, n. 1991)
- Crystal Allen, attrice statunitense (Orange County, n. 1972)
- Debbie Allen, attrice, ballerina e coreografa statunitense (Houston, n. 1950)
- Diana Allen, attrice svedese (n. 1898 - Mount Pleasant, † 1949)
- Elizabeth Anne Allen, attrice statunitense (New York, n. 1970)
- Elizabeth Allen, attrice statunitense (Jersey City, n. 1929 - Fishkill, † 2006)
- Fiona Allen, attrice britannica (Bury, n. 1965)
- Gracie Allen, attrice e comica statunitense (San Francisco, n. 1895 - Los Angeles, † 1964)
- India Allen, attrice e modella statunitense (Portsmouth, n. 1965)
- Isabelle Allen, attrice britannica (Salisbury, n. 2002)
- Joan Allen, attrice statunitense (Rochelle, n. 1956)
- Jonelle Allen, attrice, cantante e ballerina statunitense (New York, n. 1944)
- Judith Allen, attrice statunitense (New York, n. 1911 - Yucca Valley, † 1996)
- Karen Allen, attrice statunitense (Carrollton, n. 1951)
- Krista Allen, attrice e ex modella statunitense (Ventura, n. 1971)
- Laura Allen, attrice statunitense (Portland, n. 1974)
- Nancy Allen, attrice statunitense (New York, n. 1950)
- Penelope Allen, attrice statunitense
- Phyllis Allen, attrice statunitense (Staten Island, n. 1861 - Los Angeles, † 1938)
- Rae Allen, attrice statunitense (New York, n. 1926 - Los Angeles, † 2022)
- Ricca Allen, attrice canadese (Victoria, n. 1863 - Los Angeles, † 1949)
- Sarah Allen, attrice canadese (Nelson, n. 1980)
- Sheila Allen, attrice statunitense (New York, n. 1929 - † 2013)
- Sian Barbara Allen, attrice statunitense (Reading, n. 1946 - Chapel Hill, † 2025)
- Tanya Allen, attrice canadese (Toronto, n. 1975)
- Tessa Allen, attrice statunitense (Manhattan Beach, n. 1996)

## Attrici pornografiche(2)
- Anikka Albrite, attrice pornografica e regista statunitense (Denver, n. 1988)
- Amber Lynn, ex attrice pornografica e modella statunitense (Orange, n. 1964)

## Baritoni(1)
- Thomas Allen, baritono inglese (Seaham, n. 1944)

## Bassisti(1)
- Chris Cross, bassista britannico (Tottenham, n. 1952 - Londra, † 2024)

## Batteristi(2)
- Rick Allen, batterista britannico (Dronfield, n. 1963)
- Tony Allen, batterista nigeriano (Lagos, n. 1940 - Parigi, † 2020)

## Calciatori(25)
- Albert Allen, calciatore inglese (Birmingham, n. 1867 - Birmingham, † 1899)
- Tony Allen, calciatore inglese (Stoke-on-Trent, n. 1939 - Stoke-on-Trent, † 2022)
- Reg Allen, calciatore inglese (Marylebone, n. 1919 - Ealing, † 1976)
- Brynley Allen, calciatore gallese (Gilfach Goch, n. 1921 - † 2005)
- Cecil Allen, calciatore nordirlandese (Belfast, n. 1914 - † 2003)
- Christopher Allen, ex calciatore gambiano (Banjul, n. 1989)
- Clive Allen, ex calciatore, allenatore di calcio e dirigente sportivo britannico (Stepney, n. 1961)
- Curtis Allen, calciatore nordirlandese (Belfast, n. 1988)
- Ely Allen, ex calciatore statunitense (Anchorage, n. 1986)
- Fred Allen, calciatore inglese (Birmingham, n. 1860 - Birmingham)
- Geoff Allen, ex calciatore inglese (Newcastle-upon-Tyne, n. 1946)
- Harry Allen, calciatore inglese (Walsall, n. 1866 - Walsall, † 1895)
- Jamie Allen, calciatore montserratiano (Preston, n. 1995)
- Jamie Allen, calciatore inglese (Rochdale, n. 1995)
- Jim Allen, calciatore nordirlandese (Limavady, n. 1859 - † 1937)
- Jordan Allen, ex calciatore statunitense (Rochester, n. 1995)
- Joe Allen, calciatore gallese (Carmarthen, n. 1990)
- Malcolm Allen, ex calciatore gallese (Deiniolen, n. 1967)
- Noah Allen, calciatore statunitense (Pembroke Pines, n. 2004)
- Paul Allen, ex calciatore inglese (Aveley, n. 1962)
- Peter Allen, calciatore inglese (Hove, n. 1946 - † 2023)
- Robert James Allen, ex calciatore statunitense (Old Bridge, n. 1990)
- Ronnie Allen, calciatore e allenatore di calcio inglese (Fenton, n. 1929 - Great Wyrley, † 2001)
- Rory Allen, ex calciatore inglese (Beckenham, n. 1977)
- Ross Allen, calciatore inglese (Guernsey, n. 1987)

## Calciatrici(1)
- Teigen Allen, calciatrice australiana (Sydney, n. 1994)

## Canottieri(1)
- Wyatt Allen, ex canottiere statunitense (Baltimora, n. 1979)

## Cantanti(6)
- Aimee Allen, cantante statunitense (Missoula, n. 1982)
- Chet Allen, cantante e attore statunitense (Chillicothe, n. 1939 - Columbus, † 1984)
- Deborah Allen, cantante statunitense (Memphis, n. 1953)
- Denise LaSalle, cantante statunitense (Contea di Leflore, n. 1934 - Jackson, † 2018)
- Russell Allen, cantante statunitense (Long Beach, n. 1971)
- Foxes, cantante britannica (Southampton, n. 1989)

## Cantautori(5)
- Jimmie Allen, cantautore statunitense (Milton, n. 1986)
- Kris Allen, cantautore e musicista statunitense (Jacksonville, n. 1985)
- Peter Allen, cantautore e pianista australiano (Tenterfield, n. 1944 - San Diego, † 1992)
- PnB Rock, cantautore e rapper statunitense (Filadelfia, n. 1991 - Los Angeles, † 2022)
- Etherwood, cantautore, disc jockey e musicista britannico (Lincoln)

## Cantautrici(1)
- Lily Allen, cantautrice e personaggio televisivo britannica (Londra, n. 1985)

## Cardinali(1)
- William Allen, cardinale inglese (Rossall, n. 1532 - Roma, † 1594)

## Cestiste(4)
- Charel Allen, ex cestista e allenatrice di pallacanestro statunitense (Monessen, n. 1986)
- Dominique Allen, cestista britannica (Dudley, n. 1989)
- Lindsay Allen, cestista statunitense (Clinton, n. 1995)
- Rebecca Allen, cestista australiana (Wangaratta, n. 1992)

## Cestisti(33)
- Bob Allen, ex cestista statunitense (n. 1946)
- Bobby Allen, ex cestista canadese (Etobicoke, n. 1969)
- Chris Allen, ex cestista statunitense (Lawrenceville, n. 1988)
- Jeff Allen, ex cestista statunitense (Norwalk, n. 1961)
- Jeff Allen, cestista statunitense (Washington, n. 1987)
- Randy Allen, ex cestista statunitense (Milton, n. 1965)
- Ray Allen, ex cestista statunitense (Merced, n. 1975)
- Sonny Allen, cestista e allenatore di pallacanestro statunitense (Moundsville, n. 1936 - Reno, † 2020)
- Tony Allen, ex cestista statunitense (Chicago, n. 1982)
- Bill Allen, ex cestista statunitense (n. 1945)
- Bryon Allen, cestista statunitense (Upper Marlboro, n. 1992)
- Chaisson Allen, ex cestista e allenatore di pallacanestro statunitense (Murfreesboro, n. 1989)
- Corey Allen, ex cestista statunitense (Nashville, n. 1971)
- Dakarai Allen, cestista statunitense (Sacramento, n. 1995)
- Floyd Allen, ex cestista statunitense (Carthage, n. 1952)
- Grayson Allen, cestista statunitense (Jacksonville, n. 1995)
- Jim Allen, ex cestista statunitense (Carthage, n. 1955)
- Jarrett Allen, cestista statunitense (Round Rock, n. 1998)
- Jerome Allen, ex cestista e allenatore di pallacanestro statunitense (Filadelfia, n. 1973)
- Kadeem Allen, cestista statunitense (Wilmington, n. 1993)
- KeVaughn Allen, cestista statunitense (Little Rock, n. 1995)
- Lavoy Allen, ex cestista statunitense (Trenton, n. 1989)
- Leonard Allen, ex cestista statunitense (Port Arthur, n. 1963)
- Marcus Allen, ex cestista statunitense (Phoenix, n. 1994)
- Myron Allen, ex cestista statunitense (Houston, n. 1979)
- Noah Allen, cestista statunitense (Pacific Grove, n. 1995)
- Ronald Allen, ex cestista e allenatore di pallacanestro statunitense (Los Angeles, n. 1984)
- Rosco Allen, cestista ungherese (Budapest, n. 1993)
- Seth Allen, cestista statunitense (Woodbridge, n. 1994)
- Terry Allen, cestista statunitense (Houston, n. 1993)
- Timmy Allen, cestista statunitense (Mesa, n. 2000)
- Trevon Allen, cestista statunitense (Lapwai, n. 1998)
- Willie Allen, ex cestista statunitense (Rockville, n. 1949)

## Chimici(1)
- Edwin West Allen, chimico statunitense (Amherst, n. 1864 - † 1929)

## Chitarristi(2)
- Daevid Allen, chitarrista, cantante e compositore australiano (Melbourne, n. 1938 - Byron Bay, † 2015)
- Joey Allen, chitarrista statunitense (Fort Wayne, n. 1964)

## Cicliste su strada(1)
- Jessica Allen, ex ciclista su strada australiana (Perth, n. 1993)

## Comici(2)
- Byron Allen, comico, produttore cinematografico e regista statunitense (Detroit, n. 1961)
- Fred Allen, comico e attore statunitense (Cambridge, n. 1894 - New York, † 1956)

## Compositori(1)
- Peter Allen, compositore e musicista canadese (Ottawa, n. 1952)

## Danzatori(1)
- Ivan Allen, danzatore statunitense (Detroit, n. 1930 - † 2012)

## Dirigenti d'azienda(1)
- Bruce Allen, manager e imprenditore canadese (Vancouver, n. 1945)

## Egittologi(1)
- James Peter Allen, egittologo statunitense (n. 1945)

## Fisici(2)
- Frank Allen, fisico statunitense (Meductic, n. 1874 - † 1965)
- James Van Allen, fisico statunitense (Mount Pleasant, n. 1914 - Iowa City, † 2006)

## Fotografi(1)
- Albert Arthur Allen, fotografo statunitense (Grafton, n. 1886 - Hayward, † 1962)

## Generali(3)
- Ethan Allen, generale statunitense (Litchfield, n. 1738 - Burlington, † 1789)
- Ira Allen, generale e politico statunitense (Cornwall, n. 1751 - Filadelfia, † 1814)
- Lew Allen, generale statunitense (Miami, n. 1925 - Potomac Falls, † 2010)

## Giocatori di baseball(1)
- Brandon Allen, ex giocatore di baseball statunitense (Conroe, n. 1986)

## Giocatori di football americano(33)
- Anthony Allen, giocatore di football americano statunitense (Tampa, n. 1988)
- Antonio Allen, giocatore di football americano statunitense (Ocala, n. 1988)
- Beau Allen, ex giocatore di football americano statunitense (Minnetonka, n. 1991)
- Braelon Allen, giocatore di football americano statunitense (Fond du Lac, n. 2004)
- Brandon Allen, giocatore di football americano statunitense (Fayetteville, n. 1992)
- Breon Allen, ex giocatore di football americano e allenatore di football americano statunitense (Daytona Beach, n. 1992)
- Brian Allen, giocatore di football americano statunitense (Clarendon Hills, n. 1995)
- Cortez Allen, giocatore di football americano statunitense (San Diego, n. 1988)
- Dakota Allen, giocatore di football americano statunitense (Dallas, n. 1995)
- Damon Allen, ex giocatore di football americano statunitense (San Diego, n. 1963)
- Davis Allen, giocatore di football americano statunitense (Calhoun, n. 1999)
- Dennis Allen, ex giocatore di football americano e allenatore di football americano statunitense (Hurst, n. 1972)
- Dwayne Allen, giocatore di football americano statunitense (Fayetteville, n. 1990)
- Eric Allen, giocatore di football americano statunitense (San Diego, n. 1965)
- Fardan Allen, giocatore di football americano statunitense (Rochester)
- Ikeem Allen, giocatore di football americano statunitense (Charlotte, n. 1996)
- Jimmy Allen, giocatore di football americano statunitense (Clearwater, n. 1952 - † 2019)
- Jared Allen, ex giocatore di football americano statunitense (Los Gatos, n. 1982)
- Jason Allen, giocatore di football americano statunitense (Muscle Shoals, n. 1983)
- Javorius Allen, giocatore di football americano statunitense (Tallahassee, n. 1991)
- Jeff Allen, giocatore di football americano statunitense (Chicago, n. 1990)
- Jonathan Allen, giocatore di football americano statunitense (Anniston, n. 1995)
- Josh Allen, giocatore di football americano statunitense (Firebaugh, n. 1996)
- Keenan Allen, giocatore di football americano statunitense (Greensboro, n. 1992)
- Kevin Allen, ex giocatore di football americano statunitense (Cincinnati, n. 1963)
- Kyle Allen, giocatore di football americano statunitense (Scottsdale, n. 1996)
- Marcus Allen, ex giocatore di football americano statunitense (San Diego, n. 1960)
- Nate Allen, giocatore di football americano statunitense (Fort Myers, n. 1987)
- RaShaun Allen, giocatore di football americano statunitense (n. 1990)
- Ricardo Allen, ex giocatore di football americano statunitense (Daytona Beach, n. 1991)
- Ryan Allen, giocatore di football americano statunitense (Salem, n. 1990)
- Will Allen, ex giocatore di football americano statunitense (Syracuse, n. 1978)
- Zach Allen, giocatore di football americano statunitense (New Canaan, n. 1997)

## Giocatori di snooker(1)
- Mark Allen, giocatore di snooker britannico (Belfast, n. 1986)

## Golfisti(1)
- Harry Allen, golfista statunitense (Pittsfield, n. 1876 - St. Louis, † 1924)

## Hockeisti su prato(1)
- Richard Allen, hockeista su prato indiano (Nagpur, n. 1902 - Bangalore, † 1969)

## Imprenditrici(1)
- Jody Allen, imprenditrice e filantropa statunitense (Seattle, n. 1959)

## Informatiche(1)
- Frances E. Allen, informatica statunitense (Peru, n. 1932 - Schenectady, † 2020)

## Informatici(1)
- Paul Allen, informatico statunitense (Seattle, n. 1953 - Seattle, † 2018)

## Linguisti(1)
- Sidney Allen, linguista e glottologo britannico (n. 1918 - † 2004)

## Magistrate(1)
- Florence E. Allen, giudice statunitense (Salt Lake City, n. 1884 - Mentor, † 1966)

## Medici(1)
- Edgar Allen, medico statunitense (Canyon City, n. 1892 - New Haven, † 1943)

## Militari(1)
- William Wilson Allen, militare britannico (Kyloe - Monmouth, † 1890)

## Montatori(1)
- Fred Allen, montatore e regista statunitense (Petaluma, n. 1896 - Los Angeles, † 1955)

## Montatrici(1)
- Dede Allen, montatrice statunitense (Cleveland, n. 1923 - Los Angeles, † 2010)

## Musicisti(2)
- Paul Hastings Allen, musicista statunitense (Hyde Park, n. 1883 - Boston, † 1952)
- Steve Allen, musicista, attore e personaggio televisivo statunitense (New York, n. 1921 - Los Angeles, † 2000)

## Naturalisti(1)
- Richard Hinckley Allen, naturalista statunitense (Buffalo, n. 1838 - Northampton, † 1908)

## Ostacolisti(2)
- CJ Allen, ostacolista statunitense (Pullman, n. 1995)
- Devon Allen, ostacolista e giocatore di football americano statunitense (Seattle, n. 1994)

## Pattinatori artistici su ghiaccio(1)
- Scotty Allen, ex pattinatore artistico su ghiaccio statunitense (Newark, n. 1949)

## Pianiste(1)
- Geri Allen, pianista e compositrice statunitense (Pontiac, n. 1957 - Filadelfia, † 2017)

## Piloti automobilistici(1)
- James Allen, pilota automobilistico australiano (Perth, n. 1996)

## Pittori(1)
- Terry Allen, pittore e cantautore statunitense (Wichita, n. 1943)

## Politiche(1)
- Barbara Allen, politica statunitense (n. 1961)

## Politici(7)
- George Allen, politico statunitense (Whittier, n. 1952)
- Henry Justin Allen, politico statunitense (Warren County, n. 1868 - Wichita, † 1950)
- Patrick Allen, politico e pastore protestante giamaicano (Fruitful Vale, n. 1951)
- Rick Allen, politico statunitense (Augusta, n. 1951)
- Stephen Allen, politico statunitense (n. 1767 - † 1852)
- Tom Allen, politico e avvocato statunitense (Portland, n. 1945)
- William Allen, politico statunitense (Edenton, n. 1803 - Chillicothe, † 1879)

## Produttori cinematografici(1)
- Irwin Allen, produttore cinematografico, produttore televisivo e regista statunitense (New York, n. 1916 - Santa Monica, † 1991)

## Rapper(2)
- Lady of Rage, rapper e attrice statunitense (Farmville, n. 1968)
- Stefflon Don, rapper e cantante britannica (Birmingham, n. 1991)

## Registi(2)
- Lewis Allen, regista britannico (Oakengates, n. 1905 - Santa Monica, † 2000)
- Woody Allen, regista, attore e sceneggiatore statunitense (New York, n. 1935)

## Religiosi(1)
- Richard Allen, religioso statunitense (Filadelfia, n. 1760 - † 1831)

## Rugbisti a 15(2)
- Anthony Allen, rugbista a 15 inglese (Southampton, n. 1986)
- Jorge Allen, ex rugbista a 15 argentino (Vicente López, n. 1956)

## Scenografi(1)
- Gene Allen, scenografo statunitense (Los Angeles, n. 1918 - Newport Beach, † 2015)

## Sciatrici alpine(2)
- Cathy Allen, ex sciatrice alpina statunitense (n. 1946)
- Wendy Allen, ex sciatrice alpina statunitense (Los Angeles, n. 1944)

## Scrittori(3)
- Grant Allen, scrittore e naturalista canadese (Kingston, n. 1848 - Hindhead, † 1899)
- Hervey Allen, scrittore statunitense (Pittsburgh, n. 1889 - Coconut Grove, † 1949)
- James Lane Allen, scrittore statunitense (Lexington, n. 1849 - New York, † 1925)

## Scrittori di fantascienza(1)
- Roger MacBride Allen, autore di fantascienza statunitense (Bridgeport, n. 1957)

## Scrittrici(1)
- Liz Allen, scrittrice irlandese (Dublino, n. 1969)

## Statistici(1)
- Roy George Douglas Allen, statistico britannico (Worcester, n. 1906 - Southwold, † 1983)

## Storici(1)
- Robert Carson Allen, storico britannico (Salem, n. 1947)

## Tenniste(2)
- Leslie Allen, ex tennista statunitense (n. 1957)
- Louise Allen, ex tennista statunitense (n. 1962)

## Triatlete(1)
- Kate Allen, ex triatleta australiana (Geelong, n. 1970)

## Triatleti(1)
- Mark Allen, triatleta statunitense (Glendale, n. 1958)

## Trombettisti(1)
- Red Allen, trombettista statunitense (New Orleans, n. 1906 - New York, † 1967)

## Velocisti(1)
- Nathon Allen, velocista giamaicano (n. 1995)

## Wrestler(2)
- Magnum T.A., ex wrestler statunitense (Chesapeake, n. 1959)
- Nina Samuels, wrestler inglese (Londra, n. 1980)

## Zoologi(2)
- Glover Morrill Allen, zoologo statunitense (Walpole, n. 1879 - † 1942)
- Joel Asaph Allen, zoologo e ornitologo statunitense (Springfield, n. 1838 - Cornwall-on-Hudson, † 1921)

## Senza attività specificata(2)
- Eugene Allen, statunitense (Scottsville, n. 1919 - Takoma Park, † 2010)
- Sandy Allen, statunitense (Chicago, n. 1955 - Shelbyville, † 2008)